# Pachycondyla ambigua
Pachycondyla ambigua is een mierensoort uit de onderfamilie van de Ponerinae. De wetenschappelijke naam van de soort is voor het eerst geldig gepubliceerd in 1890 door André.